# Steven Ukoh
Steven Ukoh (sinh ngày 19 tháng 6 năm 1991) là một cầu thủ bóng đá thi đấu cho FC Solothurn ở vị trí tiền vệ.
Sinh ra ở Thụy Sĩ, anh lại đại diện Nigeria thi đấu quốc tế.

## Sự nghiệp câu lạc bộ
Ukoh từng chơi bóng cho Young Boys II, FC Lugano và FC Biel-Bienne.

## Sự nghiệp quốc tế
Sau khi thi đấu bóng đá trẻ ở Thụy Sĩ, Ukoh chuyển sang Nigeria vào tháng 12 năm 2014. Anh có màn ra mắt quốc tế cho Nigeria vào tháng 1 năm 2015.